# Município de Darby (condado de Pickaway, Ohio)
Localização do Ohio nos E.U.A.
O município de Darby (em inglês: Darby Township) é um município localizado no condado de Pickaway no estado estadounidense de Ohio. No ano 2010 tinha uma população de 3366 habitantes e uma densidade populacional de 37,79 pessoas por km².

## Geografia
O município de Darby encontra-se localizado nas coordenadas 39° 45′ 33″ N, 83° 12′ 16″ O. Segundo o Departamento do Censo dos Estados Unidos, o município tem uma superfície total de 89.07 km², da qual 88,6 km² correspondem a terra firme e (0,54 %) 0,48 km² é água.

## Demografia
Segundo o censo de 2010, tinha 3366 pessoas residindo no município de Darby. A densidade de população era de 37,79 hab./km².